# جوني لانغ
جوني لانغ (بالإنجليزية: Jonny Lang)‏ هو مغن مؤلف وعازف قيثارة أمريكي، ولد في 29 يناير 1981 في فارغو في الولايات المتحدة.

## وصلات خارجية
- الموقع الرسمي
- جوني لانغ على موقع IMDb (الإنجليزية)
- جوني لانغ على موقع ميوزك برينز (الإنجليزية)
- جوني لانغ على موقع أول ميوزيك (الإنجليزية)
- جوني لانغ على موقع ديسكوغز (الإنجليزية)
- جوني لانغ على موقع قاعدة بيانات الفيلم (الإنجليزية)